# Halowe Mistrzostwa Świata w Lekkoatletyce 2008 – bieg na 60 m mężczyzn
Bieg na 60 m mężczyzn – jedna z konkurencji rozgrywanych podczas halowych mistrzostw świata w lekkoatletyce w 2008. Eliminacje, półfinały oraz finał odbyły się 7 marca.
Do eliminacji zgłoszonych zostało 62 zawodników z 54 państw.
Zawody w tej konkurencji wygrał reprezentant Nigerii Olusoji Fasuba. Drugą pozycję zajęli wspólnie zawodnik z Wielkiej Brytanii Dwain Chambers oraz reprezentujący Saint Kitts i Nevis Kim Collins.

## Wyniki

### Eliminacje
Źródło: 
Bieg 1
| Miejsce | Zawodnik              | Państwo          | Wynik | Uwagi |
| ------- | --------------------- | ---------------- | ----- | ----- |
| 1.      | Dwain Chambers        | Wielka Brytania  | 6,69  |       |
| 2.      | Isaac Uche            | Nigeria          | 6,74  |       |
| 3.      | Ihor Bodrow           | Ukraina          | 6,76  |       |
| 4.      | Amr Seoud             | Egipt            | 6,78  | NR    |
| 5.      | Gibrilla Pato Bangura | Sierra Leone     | 6,89  |       |
| 6.      | Khalil Al-Hanahneh    | Jordania         | 7,14  |       |
| 7.      | Aisea Tohi            | Tonga            | 7,24  | PB    |
| 8.      | Reginaldo Ndong       | Gwinea Równikowa | 7,72  | PB    |

Bieg 2
| Miejsce | Zawodnik          | Państwo           | Wynik | Uwagi |
| ------- | ----------------- | ----------------- | ----- | ----- |
| 1.      | Leroy Dixon       | Stany Zjednoczone | 6,64  |       |
| 2.      | Francis Obikwelu  | Portugalia        | 6,70  |       |
| 3.      | Fabio Cerutti     | Włochy            | 6,73  |       |
| 4.      | Kael Becerra      | Chile             | 6,75  |       |
| 5.      | Danny D’Souza     | Seszele           | 7,02  | NR    |
| 6.      | Moudjib Toyb      | Komory            | 7,03  |       |
| 7.      | Michael Alicto    | Guam              | 7,27  | PB    |
| 8.      | Federico Gorrieri | San Marino        | 7,49  | SB    |

Bieg 3
| Miejsce | Zawodnik            | Państwo             | Wynik | Uwagi |
| ------- | ------------------- | ------------------- | ----- | ----- |
| 1.      | Kim Collins         | Saint Kitts i Nevis | 6,70  |       |
| 2.      | Andriej Jepiszyn    | Rosja               | 6,76  |       |
| 3.      | José Carlos Moreira | Brazylia            | 6,79  |       |
| 4.      | Seth Amoo           | Ghana               | 6,88  |       |
| 5.      | Poh Seng Song       | Singapur            | 6,93  | SB    |
| 6.      | Sébastien Gattuso   | Monako              | 6,94  | NR    |
| 7.      | Taufik Rahmadi      | Indonezja           | 6,97  | PB    |
| 8.      | Tavita Solomona     | Samoa               | 7,35  | PB    |

Bieg 4
| Miejsce | Zawodnik           | Państwo                              | Wynik | Uwagi |
| ------- | ------------------ | ------------------------------------ | ----- | ----- |
| 1.      | Simone Collio      | Włochy                               | 6,71  |       |
| 2.      | Martial Mbandjock  | Francja                              | 6,72  |       |
| 3.      | Dmytro Hłuszczenko | Ukraina                              | 6,77  |       |
| 4.      | Adrian Durant      | Wyspy Dziewicze Stanów Zjednoczonych | 6,78  |       |
| 5.      | Omar Juma Al-Saifa | Zjednoczone Emiraty Arabskie         | 6,88  |       |
| 6.      | Jack Howard        | Mikronezja                           | 7,13  | SB    |
| 7.      | Abraham Kepsin     | Vanuatu                              | 7,44  | PB    |
| –       | Kermeliss Olonghot | Kongo                                | DNS   |       |

Bieg 5
| Miejsce | Zawodnik             | Państwo             | Wynik | Uwagi |
| ------- | -------------------- | ------------------- | ----- | ----- |
| 1.      | Olusoji Fasuba       | Nigeria             | 6,64  |       |
| 2.      | Brendan Christian    | Antyle Holenderskie | 6,67  |       |
| 3.      | Henry Vizcaíno       | Kuba                | 6,70  |       |
| 4.      | Chun Wai Leung       | Hongkong            | 6,97  |       |
| 5.      | Idrissa Sanou        | Birma               | 7,03  |       |
| 6.      | Aleksandr Abrahamian | Armenia             | 7,38  | PB    |
| 7.      | Dylab Menzies        | Norfolk             | 7,42  | SB    |

Bieg 6
| Miejsce | Zawodnik          | Państwo         | Wynik | Uwagi |
| ------- | ----------------- | --------------- | ----- | ----- |
| 1.      | Simeon Williamson | Wielka Brytania | 6,69  |       |
| 2.      | Marius Broening   | Niemcy          | 6,74  |       |
| 3.      | Maarten Heisen    | Holandia        | 6,77  |       |
| 4.      | Ramil Guliyev     | Azerbejdżan     | 6,84  |       |
| 5.      | Darren Gilford    | Malta           | 6,99  | SB    |
| 6.      | Hin Fong Pao      | Makau           | 7,07  | SB    |
| 7.      | Rabangaki Nawai   | Kiribati        | 7,26  | PB    |
| 8.      | Leon Mengloi      | Palau           | 7,51  | PB    |

Bieg 7
| Miejsce | Zawodnik               | Państwo                  | Wynik | Uwagi |
| ------- | ---------------------- | ------------------------ | ----- | ----- |
| 1.      | Yhann Plummer          | Jamajka                  | 6,65  | PB    |
| 2.      | Vicente de Lima        | Brazylia                 | 6,71  |       |
| 3.      | Alex Trembach          | Izrael                   | 6,93  |       |
| 4.      | Adrian Ferreira        | Paragwaj                 | 7,19  | PB    |
| 5.      | Kilakone Siphonexay    | Laos                     | 7,41  | PB    |
| –       | Daniel Bailey          | Antyle Holenderskie      | DSQ   |       |
| –       | Ben-Youssef Meïté      | Wybrzeże Kości Słoniowej | DNS   |       |
| –       | Sompote Suwannarangsri | Tajlandia                | DNS   |       |

Bieg 8
| Miejsce | Zawodnik                | Państwo                   | Wynik | Uwagi |
| ------- | ----------------------- | ------------------------- | ----- | ----- |
| 1.      | Michael Rodgers         | Stany Zjednoczone         | 6,62  |       |
| 2.      | Ángel David Rodríguez   | Hiszpania                 | 6,69  |       |
| 3.      | Rolando Palacios        | Honduras                  | 6,83  |       |
| 4.      | Jared Lewis             | Saint Vincent i Grenadyny | 6,89  |       |
| 5.      | Lerone Clarke           | Jamajka                   | 6,89  |       |
| 6.      | Francis Manioru         | Wyspy Salomona            | 7,22  | SB    |
| 7.      | Shahriful Bahrin Zainal | Brunei                    | 7,44  | PB    |

### Półfinały
Źródło: 
Bieg 1
| Miejsce | Zawodnik         | Państwo           | Wynik | Uwagi |
| ------- | ---------------- | ----------------- | ----- | ----- |
| 1.      | Dwain Chambers   | Wielka Brytania   | 6,55  | PB    |
| 2.      | Isaac Uche       | Nigeria           | 6,65  |       |
| 3.      | Francis Obikwelu | Portugalia        | 6,66  | SB    |
| 4.      | Amr Seoud        | Egipt             | 6,69  | NR    |
| 5.      | Ihor Bodrow      | Ukraina           | 6,71  |       |
| 6.      | Simone Collio    | Włochy            | 6,74  |       |
| 7.      | Leroy Dixon      | Stany Zjednoczone | 6,75  |       |
| 8.      | Henry Vizcaíno   | Kuba              | 6,77  |       |

Bieg 2
| Miejsce | Zawodnik          | Państwo                              | Wynik | Uwagi |
| ------- | ----------------- | ------------------------------------ | ----- | ----- |
| 1.      | Michael Rodgers   | Stany Zjednoczone                    | 6,54  | PB    |
| 2.      | Vicente de Lima   | Brazylia                             | 6,59  |       |
| 3.      | Kim Collins       | Saint Kitts i Nevis                  | 6,61  |       |
| 4.      | Simeon Williamson | Wielka Brytania                      | 6,63  |       |
| 5.      | Martial Mbandjock | Francja                              | 6,65  | PB    |
| 6.      | Fabio Cerutti     | Włochy                               | 6,69  |       |
| 7.      | Kael Becerra      | Chile                                | 6,80  |       |
| 8.      | Adrian Durant     | Wyspy Dziewicze Stanów Zjednoczonych | 6,86  |       |

Bieg 3
| Miejsce | Zawodnik              | Państwo             | Wynik | Uwagi |
| ------- | --------------------- | ------------------- | ----- | ----- |
| 1.      | Olusoji Fasuba        | Nigeria             | 6,51  | WL    |
| 2.      | Andriej Jepiszyn      | Rosja               | 6,60  | SB    |
| 3.      | Yhann Plummer         | Jamajka             | 6,65  | PB    |
| 4.      | Marius Broening       | Niemcy              | 6,67  |       |
| 5.      | Ángel David Rodríguez | Hiszpania           | 6,70  |       |
| 6.      | Maarten Heisen        | Holandia            | 6,71  |       |
| 7.      | Dmytro Hłuszczenko    | Ukraina             | 6,72  |       |
| 8.      | Brendan Christian     | Antyle Holenderskie | 6,72  |       |

### Finał
Źródło: 
| Miejsce | Zawodnik          | Państwo             | Wynik | Uwagi |
| ------- | ----------------- | ------------------- | ----- | ----- |
| 01 !    | Olusoji Fasuba    | Nigeria             | 6,51  | WL    |
| 02 !    | Kim Collins       | Saint Kitts i Nevis | 6,54  | PB    |
| 02 !    | Dwain Chambers    | Wielka Brytania     | 6,54  | SB    |
| 4.      | Michael Rodgers   | Stany Zjednoczone   | 6,57  |       |
| 5.      | Vicente de Lima   | Brazylia            | 6,60  |       |
| 6.      | Isaac Uche        | Nigeria             | 6,63  |       |
| 7.      | Simeon Williamson | Wielka Brytania     | 6,63  |       |
| 8.      | Andriej Jepiszyn  | Rosja               | 6,70  |       |